# 마음챙김
마음챙김(mindfulness 마인드풀니스[*])은 현대 명상 문화에서 구체적 명상(瞑想·冥想, meditation)의 방법을 일컫는 용어이다.  마음챙김은 통상 산스크리트어의 스므리티, 팔리어에서의 사티등에서 유래하는 "매 순간 순간의 알아차림"의 의미를 내포한다. 인간의 보편적인 심적 작용으로서의 마음 챙김은 현재의 순간에 발생하는 경험에 판단없이 의도적으로 평안함과 안정감을 위해 주의를 기울이는 심리적 과정으로 받아들여 지고 있다 명상의 연습 또는 참선과는 다른 훈련과정을 통해 발전되어왔다. 마음 챙김은 요가 수행에서의 명상이나 또는 불교 전통의 중요한 요소인 사티(Sati)에서 비롯된 젠(선 禪), 위파사나(Vipassanā, 관 觀), 티베트 명상 등 심리적 평안함을 획득하기 위한 보다 안정된 기술을 위해 이러한 다양한 호흡 및 명상기법을 참고하고 이를 기반으로 할 수 있다.  따라서 여타 다른 종교에서 보여지는 기도 역시 마음챙김의 방법으로 수용가능하다. 마음 챙김의 정의와 기술은 광범위하지만  불교 전통을 참고해보면 과거, 현재, 미래의 순간이 어떻게 일어나는지와 같은 마음가짐을 구성하고 순간적인 감각 인상과 정신 현상으로 사라지는 것을 설명한다. 현대 서구적 맥락에서 마음 챙김의 대중화에 기여한 사람들은 틱낫한(Thích Nhất Hạnh), 허버트 벤슨(Herbert Benson), 존 카밧진(Jon Kabat-Zinn) 및 리차드 데이빗슨(Richard J. Davidson)이 있다.
1970년대 이후 임상 심리학 및 정신의학과 계열에서는 다양한 심리적 상태를 겪는 사람들을 돕는 '마음 챙김'을 기반으로 여러 치료 응용 프로그램을 개발했다. 우울증, 스트레스를 줄이기 위해, 불안 그리고 약물 중독의 치료를 위해 마음 챙김 방법이 사용되었다. 마음 챙김 모델 기반의 프로그램은 학교, 교도소, 병원, 재향 군인 센터 및 기타 환경에서 채택되었으며, 건강한 노화, 체중 관리, 운동 수행, 특별한 도움이 필요한 어린이를 돕는 등의 추가 결과를 위해 마음 챙김 프로그램이 적용되었다.
영어로는 수동적 주의집중(bare intention), 알아차림(noting), 깨어있음(awareness), 주의깊음(attention) 등으로도 번역되며, 한국에서는 마음챙김으로 가장 많이 번역되지만 마음집중, 마음지킴 등으로도 번역될 수 있다.

## 용어
마음챙김에 관한 인지과학적 해석이 등장하는 책 《The Embodied Mind》의 한국어 번역서의 경우 지관(止觀)으로 해석하거나, 일본의 경우 같은 책을 인용하며 삼매(三昧)라고 해석하는 경우도 있다. 이후 출판업계에서 '마음챙김'이라는 번역어가 정착하였다.

## MBSR
국제적으로 마음챙김이 유명해지게 된 계기는 1979년 MBSR(Mindfulness-Based Stress Reduction) 프로그램을 개발한 매사추세츠 대학교 의과대학 교수 존 카밧진(Jon Kabat-Zinn) 때문이다.
2013년 기준으로 MBSR은 전 세계 700곳이 넘는 의료기관에서 우울증, 심혈관계 질환 등 만성질병치료에 활용된다.
존 카밧진 교수는 학부에서 화학을 전공하고 MIT에서 노벨상 수상자인 샐바도르 루리아 박사의 지도하에 분자생물학 박사학위를 받았다. 1974년 미국에서 숭산 스님(1927~2004)의 제자가 되어 한국의 참선을 배웠으며, 역시 숭산 스님이 설립한 보스턴 근교의 케임브리지선원(en:Cambridge Zen Center)의 수석법사로 참선을 지도했다.
2011년 영국 왓킨스 리뷰가 선정한 "세계의 영적 스승 100인"에 포함되었다.
MBSR 프로그램은 1979년 이후 세계적으로 가장 임상연구가 많고 정평 있는 심신의학 프로그램으로 인정받고 있다. 2012년 4월 현재 미국 MBSR 본부가 정식으로 인증하는 공인 지도자는 전세계에 40 여명이 있다. 2만여명의 환자들이 참가했으며, 전세계적으로 720여개의 병원 및 센터에서 MBSR 프로그램을 운영하고 있다.
불교의 명상법을 종교와 무관한 의학적 치료 명상법이나 마인드풀 요가(Mindful Yoga) 등의 운동으로 개발한 것이 특징이다.

## 훈련
마음챙김 훈련은 지금 현재 일어나고 있는 일로부터 자유로워지는 정신에 집중하는 기술을 개발하는 과정이다.

### 호흡 관찰하기, 몸스캔 등
마음챙김 명상을 개발하도록 설계된 연습들이 있는데, 여기에는 그것을 이해하고자 하는 명상을 통해 도움을 받게 된다.
한 방식은 호흡관찰하기(watching the breath)인데 등이 펴진 의자에 앉거나 가부좌를 틀고 쿠션 위에 앉고 눈을 감은 후, 코끝에서 호흡을 느끼거나 호흡할 때 늘숨과 날숨의 이동에 집중하는 것이다. 이러한 호흡조절및명상훈련에서는 호흡을 통제하는 것이 아니라 자연스러운 호흡 과정과 리듬을 차차 깊이있게 알아가는 것이다. 이 훈련에 들어가면 마음은 몰입과 연상으로 넘어가게 되는데, 이땐 마음이 흐트러졌다는 것을 알아차리고, 이러한 흐트러진 마음을 그대로 수용하되 판단하지 말며 다시 호흡에 주목한다.
몸스캔(body-scan)에서는 몸 곳곳에 집중을 쏟고 현재 일어나는 몸의 감각을 주의한다. 또한 지금 일어나고 있는 소리, 촉감, 생각, 느낌, 활동에 집중할 수도 있다. 이런 식으로, 존 카밧진(John Kabat-Zinn) 박사가 자신의 MBSR 프로그램에서 소개한 유명한 훈련법은 마음으로 건포도 맛보기이다. 즉 마음 속에서 건포도를 맛보고 먹는 것이다. 내면의 공복과 포만의 단서를 다시 연결하게 함으로써, 마음으로 먹는 것은 건강하고 의식적인 먹기 패턴을 유지하는 방법으로 제안되어 왔다. 이외에도 동작에 집중하는 요가 아사나(yoga asanas) 수련이나 걷기 명상 등이 있다.

### 시간
처음 명상을 시작하는 사람들은 하루에 10분 정도의 짧은 명상부터 시작하는 것이 좋다. 꾸준히 연습하면 호흡에 집중하는 것이 쉬워진다.

## 요가
인도의 고대 요가 특히 힌두교와 관련있는 라자 요가(Raja yoga)는 사마디(산스크리트어: Samādhi)라는 명상(meditation)의 단계를 최고단계로 언급하고 있다.

## 불교
석가모니의 설법 중에 깨달음에 이르는 여덟가지 바른 길인 팔정도에서 정념(正念, Right mindfulness), 바르게 깨어 있기를, 요즘에는 미국에서 역수입되면서 마음챙김(Mindfulness)이라고 번역한다. 정념은 남방불교에서 싸띠(sati)라고 부른다.
간화선(看話禪)을 하는 한국불교에서는, 화두를 의심하는 상태를 계속 유지하는 것을 정념이라고 한다. 의심이 끊어지면 안되며, 몽중일여(夢中一如), 숙면일여(宿眠一如)까지 되어야 한다고 하는데, 이렇게 화두를 인식, 의심하는 상태로 깨어 있는 것이 정념의 상태이며, 반드시 확철대오를 하여 깨달음을 얻지 못해도, 이 의심하고 있는 정념의 상태 자체가 깨달음의 상태와 매우 근접한, 유사한 상태라고 한다. 의심한다는 말의 뜻이 깨어있다의 의미와 매우 유사해서, 의심이 죽으면 안된다고 매우 강조하는데, 깨어있음이 죽는 것을 호통을 쳐서 다시 깨우는 것을 중시한다.
한편 천태대사 지의의 육묘법문의 저술에서 이러한 호흡조절의 수행법이 잘 언급된 바 있다.

### 불가의 계율
불가에서는 마음챙김이나 명상의 준비단계로서 계율을 유지하는 것을 중시한다. 위빠사나(Vipassana)에는 두카(dukkha), 아나타(anatta), 아니카(anicca)와 같은 명상과 숙고, 그리고 인과 관계나 불가의 교리에 대하여 생각하는 것이 있다.

## 과학
마음챙김의 실용성은 1970년 이후 과학계의 이목을 받게되었는데, 특히 스트레스 관리 기능이 가장 처음 연구의 대상이 되었다. 마음챙김에 대한 메타분석은 체중 관리, 정신 질환, 심장 질환, 수면 장애, 암 치료, 성인 자폐증 치료, 다발성 경화증 및 기타 질환에 있어서  건강한 성인, 청소년 및 어린이  모두에게 유익한 효과를 보였다. 2014년 JAMA가 출판한 메타 분석 논문에서는 긍정적 감정, 집중력, 물질남용, 섭식, 수면 및 체중에 대한 명상 효과가 아직 증거가 불충분하다고 지적했지만, 명상이 불안, 우울증 및 통증을 감소시킨다는 중간 정도의 증거가 있다고 보았다. 그러나 이 연구는 마음챙김뿐 아니라 다양한 종류의 명상을 모두 대상으로 했다. 추가적으로, 마음 챙김은 다양한 암환자의 행복에 긍정적 영향을 주는 것으로 잘 알려져 있지만 전립선암이 있는 남성에서의 효과에 관해서는 증거가 불분명하다.
최근의 연구들은 또한 마음챙김이 여러 개의 고유한 메커니즘을 통해 육체적 고통도 경감한다는 것을 보여주었다. fMRI, 열통을 사용한 연구에서 마음챙김을 수행했을 때 뇌가 통증을 동등하게 인지하지만 인지된 통증 신호로 전환되지 않음이 보고되었다. 그 결과 통증을 최대 40-50%까지 경감할 수 있었다.

## 같이 보기
- 마음챙김과 심리치료
- 명상
- 변증법적 행동치료
- 스므리티
- 엘렌 랭거
- 위빠사나
- 인지행동치료
- 자기연민
- 존 카밧진
- 크리스토퍼 K. 거머
- 바이오 피드백
- ACT